# ハーヴィー瑛美
ハーヴィー瑛美（ハーヴィー えいみ、2002年12月18日 - ）は日本の女性ファッションモデル、歌手。ガール・グループXGに「HARVEY」の芸名で在籍している。

## 経歴

### 生い立ち
父親がオーストラリア人、母親が日本人。一人っ子。
小学1年生のとき、母親から「モデルになりなさい」と言われ、その後ミランダ・カーに憧れたのをきっかけにモデルになることを決意した。母親が「参考書」として購入してくれた大量の海外雑誌でポージングを研究し、ストレッチや脚のマッサージ、野菜中心の生活など母親のサポートを受けモデルの道に進んだ。このことからハーヴィーは母親を「恩人」と述べている。小学5年生の時にチアリーディング、中学1年生の時にヒップホップダンスを習い始めた。

### モデル活動
2016年、東京ガールズコレクション、エイベックス、Amebaが運営するオーディションプロジェクト「東京ガールズオーディション」に出場。さいたまスーパーアリーナで開催された第23回東京ガールズコレクション2016 AUTUMN／WINTERにて行われた最終審査で、「Soup.」賞、「NYLON#日本版NYLON JAPAN」賞、「bea’s up」賞、「Popteen」賞、「LOVE berry」賞を受賞し、モデル部門最多雑誌賞を獲得。
2017年2月、Instagramに掲載された水原希子とヘアメイクアップアーティストの奈良裕也の間に挟まれて写る姿が話題となる。同年3月、化粧品ブランドM・A・Cと「VOGUE GIRL」がコラボレーションした動画「SO GOOD IN COLORS」に主演し、ヒューマンビートボックスのリズムに合わせてラップとダンスを披露。同年4月、バラエティ番組「今夜くらべてみました」に、渡辺直美が「いま一番会いたかった人」として紹介され、出演。同年6月、「林先生が驚く初耳学!2時間スペシャル★世界に誇るエリート中学生参戦」で紹介される。

### 歌手活動
2017年に受けた複数のインタビューでavex artist academyに所属し、歌手デビューを目指してレッスンの受けていることを明かしていた。2022年3月18日、ガール・グループXGのメンバーとしてXGALXからデビュー。

## 出演

### 雑誌
- LOVE berry（2016年11月 - 2017年3月、徳間書店） - モデル